# Dichonia chioleuca
Dichonia chioleuca là một loài bướm đêm trong họ Noctuidae.